# Каплуновський Володимир Павлович
Володимир Павлович Каплуно́вський (нар. 28 липня 1906, Харків — пом. 14 лютого 1969, Москва) — російський радянський художник, кінорежисер.

## Біографія
Народився 15 [28] липня 1906 року в місті Харкові (тепер Україна). З 1924 по 1928 рік навчався на театральному факультеті Київського художнього інституту.
У кіно з 1929 року. Працював художником-оформлювачем в театрі і на Київській, Одеській кіностудіях, на кіностудіях «Міжробпомфільм» і «Мосфільм». Під час німецько-радянської війни — художник Ташкентської кіностудії художніх фільмів. З 1950-х років працював і як кінорежисер. З 1954 року — режисер «Мосфільму».
Помер в Москві 14 лютого 1969 року.

## Творчість
Оформив кінокартини:
- «Шкідник» (1929, у співавторстві);
- «Мірабо» (1930);
- «Не затримуйте руху» (1930);
- «Трансбалт» (1930);
- «Свій хлопець» (1931);
- «Генеральна репетиція» (1931);
- «Повстання рибалок» (1934);
- «Загибель сенсації» (1935, у співавторстві);
- «Карл Бруннер» (1936);
- «Біліє парус одинокий» (1937, у співавторстві);
- «Трактористи» (1939);
- «Яків Свердлов» (1940);
- «Небеса» (1940);
- «Олександр Пархоменко» (1942);
- «Два бійці» (1943);
- «Мрія» (1943);
- «Велике життя. 2 серія» (1946, ескізи разом з Феліксом Богуславським);
- «Глінка» (1947);
- «Весна» (1947, у співавторстві З Костянтином Єфимовим);
- «Падіння Берліна» (1949, у співавторстві З Олексієм Пархоменком);
- «Ревізор» (1952);
- «Ділові люди» (1963);
- «Кавказька полонянка, або Нові пригоди Шурика» (1967);
- «Дайте книгу скарг» (1965).

Поставив кінострічки:
- «Мексиканець» (1955);
- «Капітанська дочка» (1958);
- «Любушка» (1961).

В 1930-ті роки виконав низку кіноплакатів, зокрема до фільму  «Великий утешитель» (1933).

## Відзнаки
- Нагороджений орденом «Знак Пошани» (14 квітня 1944; за успішну роботу в галузі радянської кінематографії в дні німецько-радянської війни і випуск високохудожніх картин)[3];
- Сталінська премія ІІ ступеня (1947, за оформлення фільму «Глінка»);
- Сталінська премія І ступеня (1950, за оформлення фільму «Падіння Берліна»);
- Заслужений діяч мистецтв РРФСР з 1968 року;